# Adobe Photoshop
Adobe Photoshop ([əˈdəʊbɪ ˈfəʊtəʃɒp], Эдо́уби Фотошо́п, рус. интернет-сленг Адо́б Фотошо́п) — многофункциональный растровый графический редактор, разрабатываемый и распространяемый компанией Adobe Systems. В основном работает с растровыми изображениями, однако имеет некоторые векторные инструменты. Продукт является лидером рынка в области коммерческих средств редактирования растровых изображений и наиболее известной программой разработчика.
В настоящее время Photoshop доступен на платформах macOS, Windows и iPadOS. Для iOS и Android доступна упрощённая версия приложения под названием Adobe Photoshop Touch.
Также существует версия Photoshop Express для Windows Phone 8 и 8.1.
В 2014 году в США проходило бета-тестирование потоковой версии продукта для Chrome OS.
Ранние версии редактора были портированы под SGI IRIX, но официальная поддержка прекращена начиная с третьей версии продукта.
Для версий 8.0 и CS6 возможен запуск под Linux с помощью альтернативы Windows API — Wine.

## Особенности Adobe Photoshop
Хотя изначально программа была разработана как редактор изображений для полиграфии, в данное время она широко используется и в веб-дизайне. Вместе с более ранними версиями Photoshop распространялась специальная программа для этих целей — Adobe ImageReady (для анимации файлов GIF), которая была исключена из поставки Photoshop CS3 за счёт интеграции её функций в основной графический редактор, а также включения в линейку программных продуктов Adobe Fireworks, перешедшего в собственность Adobe после приобретения компании Macromedia.
Photoshop тесно связан с другими программами для обработки медиафайлов, анимации и пр. творчества. Совместно с такими программами, как Adobe ImageReady (программа упразднена в версии CS3), Adobe Illustrator, Adobe Premiere, Adobe After Effects и Adobe Encore DVD, он может использоваться для создания профессиональных DVD, обеспечивает средства нелинейного монтажа и создания таких спецэффектов, как фоны, текстуры и т. д. для телевидения, кинематографа и Интернета. Photoshop также прижился в кругах разработчиков компьютерных игр.
Основной формат Photoshop — PSD — может быть экспортирован и импортирован всеми перечисленными выше программными продуктами. Photoshop CS поддерживает создание меню для DVD. Совместно с Adobe Encore DVD Photoshop позволяет создавать меню или кнопки DVD. Photoshop CS3 в версии Extended поддерживает также работу с трёхмерными слоями.
Из-за высокой популярности Photoshop поддержка специфического для неё формата PSD была реализована во многих графических программах, таких, как Adobe Fireworks, Photo-Paint, WinImages, GIMP, SAI, PaintShop Pro и других.
Photoshop поддерживает следующие цветовые модели или способы описания цветов изображения (в аннотации самой программы — режим изображения):
- RGB
- LAB
- CMYK
- В градациях серого
- Чёрно-белые
- Duotone[англ.]
- С 256-цветовой палитрой (Indexed)
- Многоканальные (Multichannel)

Поддерживается обработка изображений с глубиной цвета 8 бит (256 градаций на один канал), 16 бит (используется 15 бит плюс один уровень, то есть 32 769 уровней) и 32 бита (используются числа одинарной точности с плавающей запятой). Возможно сохранение в файле дополнительных элементов, как то: направляющих (Guide), каналов (например канала прозрачности — Alpha channel), путей обтравки (Clipping path), слоёв, содержащих векторные и текстовые объекты. Файл может включать цветовые профили (ICC), функции преобразования цвета (transfer functions). Допускаются неквадратные пиксели (Pixel Aspect Ratio).

## История

### Первая версия
Первая версия появилась в 1987 году. Её создал студент Мичиганского университета Томас Нолл для платформы Macintosh. Он назвал её Display, но в 1988 году переименовал в ImagePro. В сентябре 1988 года Adobe Systems купила права на программу, оставив разработчиком Томаса Нолла, а в 1989 году программу переименовали в Photoshop. В 1990 году появился Photoshop 1.0.

### В составе пакетаAdobe Creative Suite
Photoshop 8.0, датируемый октябрём 2003 года, имел название Photoshop CS, так как начал относиться к новой линейке продуктов компании Adobe Systems — Creative Suite.
Photoshop 10.0, датируемый апрелем 2007 года, имеет название Photoshop CS3. Аббревиатура CS3 означает, что продукт интегрирован в третью версию пакета программ Adobe Creative Suite. В предыдущих продуктах — Photoshop CS и CS2, c целью отличия от прежних версий и укрепления принадлежности к новой линейке продуктов, был изменён символ программы: вместо изображения глаза, которое присутствовало в версиях с 3-й по 7-ю, в стилевом решении использовалось изображение перьев. В Photoshop CS3 в иконке приложения и экране-заставке используются буквы из названия продукта «Ps» на синем градиентном фоне. Список нововведений включает в себя новый интерфейс, новый Adobe Bridge, новые фильтры и инструменты, а также приложение Adobe Device Central, позволяющее осуществлять предварительный просмотр работы в шаблонах популярных устройств, например, мобильных телефонов.

### В составе пакетаAdobe Creative Cloud
Photoshop 14, датируемый июнем 2013 года, имеет название Photoshop CC. Аббревиатура CC означает, что продукт интегрирован в пакет программ Adobe Creative Cloud. Также это означает, что легальное использование продукта доступно только по подписке — нельзя купить лицензию на «вечное использование».
Начиная с июня 2014 года программа имеет новое именование версий: теперь её название содержит год выпуска (Photoshop 2014.0.0).
Плагин Adobe Camera RAW позволяет читать ряд Raw-форматов различных цифровых камер и импортировать их напрямую в Photoshop.
В мае 2023 года Adobe объявила о бета-тестировании режима Generative Fill в Photoshop. В основе функции лежит искусственный интеллект собственного сервиса компании Firefly. Режим позволяет изменять изображение с помощью запросов на естественном языке.

## Альтернативы
Хотя Photoshop практически монополизировал профессиональный рынок, высокая цена привела к появлению конкурирующих программных продуктов, занимающих среднюю и низшую ценовую нишу рынка. Некоторые из них, к примеру, GIMP — совершенно бесплатны.
- Corel Photo-Paint — растровый графический редактор компании Corel.
- PaintShop Pro — растровый графический редактор, выпускаемый компанией Jasc Software с 1992 года.
- Affinity Photo[англ.] — коммерческий профессиональный растрово-векторный редактор компании Serif[англ.], позиционирующий себя, как прямой конкурент Photoshop.

Для завоевания этой части рынка и для противостояния необычайно высоким показателям нелегального использования своих профессиональных продуктов Adobe представил программы среднего и низшего класса: Photoshop Elements и Photoshop Album, первая из которых является платной урезанной версией Photoshop, а вторая распространяется бесплатно и служит для организации и элементарной обработки фотографий. Продукт нацелен на любительский рынок, так как ограниченная функциональность делает Photoshop Elements неподходящим для подготовки изображений к печати.
Программа Adobe Photoshop Lightroom служит исключительно для «проявки» «цифровых негативов», простой ретуши фотоснимков и организации их каталога.

## Расширенные функции программы
Расширенная версия программы Adobe Photoshop Extended предназначена для более профессионального использования, а именно — при создании фильмов, видео, мультимедийных проектов, трёхмерного графического дизайна и веб-дизайна, для работы в областях производства, медицины, архитектуры, при проведении научных исследований.
В программе Adobe Photoshop Extended современных версий (начиная с CS4) можно открывать и работать с 3D-файлами, создаваемыми такими программами, как Adobe Acrobat 3D, Autodesk 3ds Max, Maya и Google Планета Земля. Photoshop поддерживает следующие форматы файлов 3D: U3D, 3DS, OBJ, KML и DAE.
Возможно использовать трёхмерные файлы для внедрения в двумерное фото. Доступны некоторые операции для обработки 3D-модели, такие, как работа с каркасами, выбор материалов из текстурных карт, настройка света. Также можно создавать надписи на 3D-объекте, вращать модели, изменять их размер и положение в пространстве. Программа включает в себя также команды по преобразованию плоских фотографий в трехмерные объекты определённой формы, такие, как, например, банка, пирамида, цилиндр, сфера, конус и другие.
Для имитации движения в Photoshop можно создавать кадры мультипликации, используя слои изображения. Можно создавать видеоизображения, основанные на одной из многих заданных пиксельных пропорций. После редактирования можно сохранить свою работу в виде файла GIF-анимации или PSD, который впоследствии можно проиграть во многих видеопрограммах, таких, как Adobe Premiere Pro или Adobe After Effects. Доступно открытие или импортирование видеофайлов и последовательности изображений для редактирования и ретуширования, создание видеоряда мультипликации и экспорт работ в файл формата QuickTime, GIF-анимацию или последовательность изображений. Видеокадры можно отдельно редактировать, трансформировать, клонировать, применять к ним маски, фильтры, разные способы наложения пикселей, на них можно рисовать, используя различные инструменты.
Начиная с версии CS в Photoshop доступна работа со скриптами.
Photoshop поддерживает файлы DICOM (Digital Imaging and Communications in Medicine) — формат медицинских изображений и документов обследованных пациентов. Для открытого в Photoshop DICOM-файла можно использовать любой инструмент Photoshop для коррекции и ретуширования изображений.
И, наконец, с помощью программы Photoshop Extended можно рассматривать MATLAB-изображения, обрабатывать их в программе Photoshop, комбинировать команды MATLAB с технологиями обработки изображений Photoshop. Как только устанавливается соединение с программой Photoshop из программы MATLAB и осуществляется ввод команд в командную строку MATLAB, эти управляющие воздействия незамедлительно выполняются в Photoshop. Файлы, подготовленные в программе MATLAB, имеют расширение m, fig, rpt, mat, mdl. Коммуникация между Photoshop и MATLAB использует интерфейс Photoshop JavaScript и библиотечный интерфейс MATLAB.

## В разговорной речи
Часто эту программу называют просто Photoshop. Слово фотошоп в разговорной речи неспециалистов уже стало нарицательным и часто означает любой фоторедактор, применённый к фотографии монтаж/эффект/фильтр (а сам процесс — фотошопить) или обработанное в любом графическом редакторе фото (см. фотожаба).